# 大津敏男

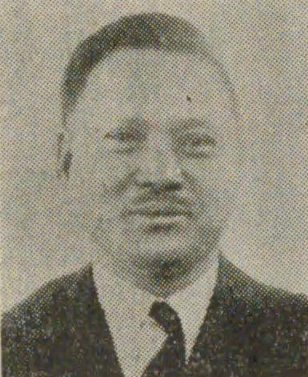
大津敏男

大津敏男（1893年10月26日—1958年12月27日）日本福岡縣人。為第15任也是最後一任樺太廳長官。

## 來歷
- 日本福岡縣出生，1918年東京大學法學部畢業，進入内務省任職。
- 1938年～1941年 就任關東局長官。之後1942年成為官選埼玉縣知事。
- 1943年 就任樺太廳長官。
- 1945年8月9日在蘇聯對日宣戰後，8月24日豐原市被蘇聯紅軍佔領後，盡其全力將樺太住民往內地來疏散。接著如滿洲所發生之殘留孤兒問題樺太也發生。
- 蘇聯佔領後為殘留在樺太之住民28萬人生命與安全的維護而到處奔走。
- 1945年12月30日被蘇聯紅軍逮捕，經過伯力的審判，再經一番苦難的拘留。拘留地點主要在哈巴羅夫斯克。
- 1950年歸國。
- 1956年關於日蘇共同宣言，在日本國會以全國樺太連盟之代表作意見陳述。
- 1958年12月27日因心衰竭逝世。享年65。

## 關連項目
- 樺太廳
- 全國樺太連盟
- 平岡定太郎(樺太廳長官)（第2任）
- 床次竹二郎(樺太廳長官)（第3任）

## 外部連結
- 全國樺太連盟

| 前任： 小川正儀 | 樺太廳長官 第15任：1943年－1947年 | 继任： （廢止） |